# Ekeberg (herrgård)

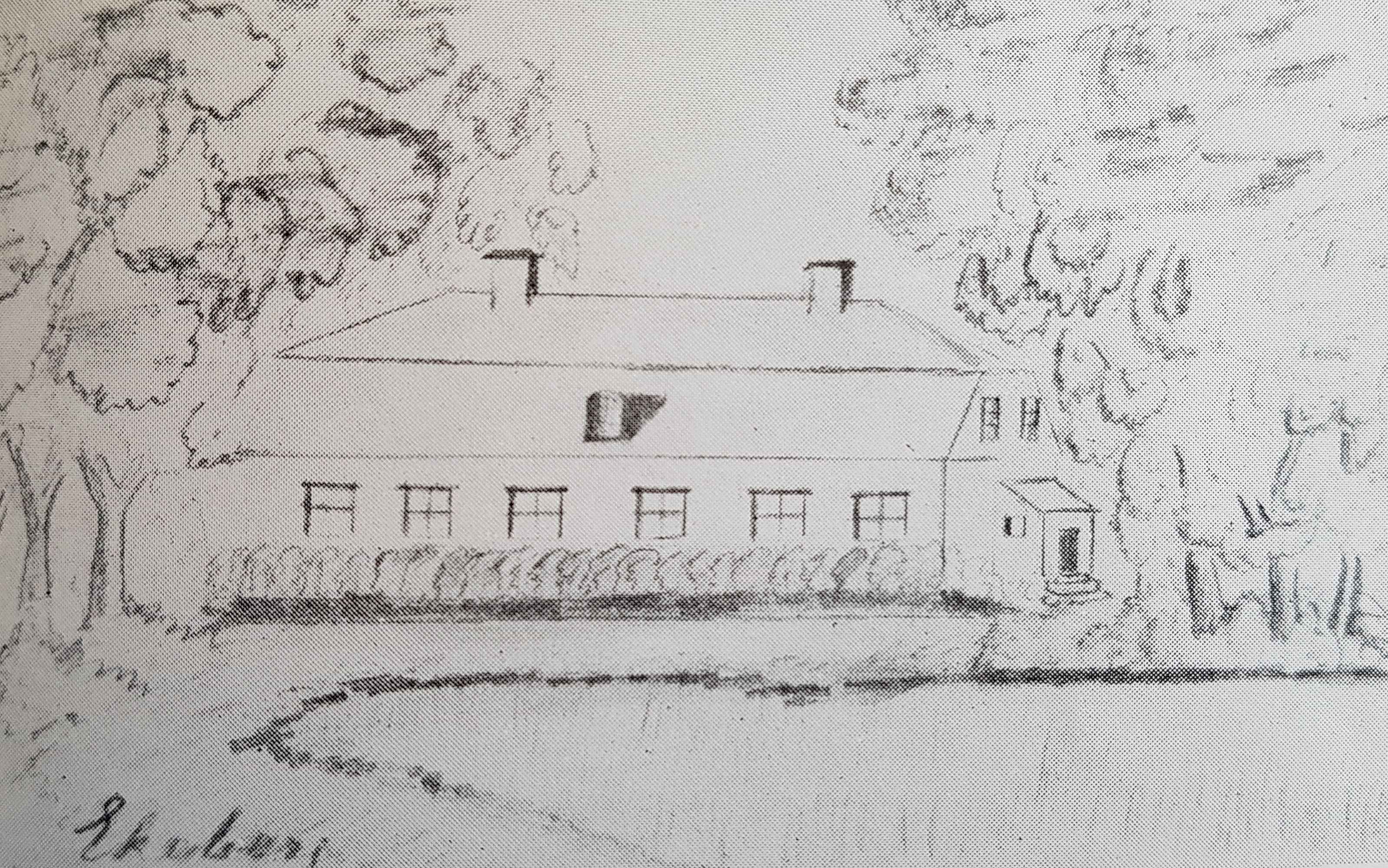
Ekeberg tecknat av August von Schantz omkring 1865.

Ekeberg är en herrgård i Lillkyrka socken, Örebro kommun, Närke.
Ekeberg ligger på en udde i Hjälmaren mittemot Göksholm. Från 1492 till 1738 ägdes godset av släkten Leijonhufvud, och sedan dess har det tillhört medlemmar av släkterna Svedenstierna, Uggla, Horn, Dalman och Lamberg. Margareta Eriksdotter (Leijonhufvud), gift med Gustav Vasa, föddes på Ekeberg. Säteriet tillhör idag familjen Kierkegaard.